# Jacques Raudot
Pour les articles homonymes, voir Raudot.
Jacques Raudot, né en 1638 et mort le 20 février 1728, est un administrateur et un dirigeant colonial français. Il est surtout connu pour avoir été co-intendant de la Nouvelle-France, avec son fils Antoine-Denis Raudot, de 1705 à 1711.
Durant son mandat, il bannit les chansons moqueuses à son égard, « se faire chanter » étant une forme locale des Habitants (proto-Québécois) pour montrer du mécontentement à l'égard des dirigeants politiques en absence de journaux.